# Campionato del mondo rally per vetture produzione 2002
La stagione 2002 del Campionato del mondo rally per vetture produzione, chiamato ufficialmente Production World Rally Championship (sino al 2001 denominato Coppa FIA piloti gruppo N), è stata la sedicesima edizione della serie di supporto al campionato del mondo rally dedicata alle vetture di gruppo N, ovvero derivate dalla produzione di serie; è iniziata il 1º febbraio con il Rally di Svezia e si è conclusa il 17 novembre con il Rally d'Australia.

## Riepilogo
Il campionato, a supporto della stagione 2002 del mondiale rally, assegnava come il titolo mondiale ai piloti che si cimentavano alla guida di vetture di gruppo N, ovvero strettamente derivate dalla produzione di serie. La serie venne rinominata Production World Rally Championship (Campionato del mondo rally per vetture produzione), abbreviato PWRC, e venne limitato a otto eventi selezionati anziché la totalità delle gare come nell'annata precedente.
L'alloro PWRC venne vinto dal malese Karamjit Singh alla guida di una Proton Pert della scuderia Petronas EON Racing Team, affiancato dal connazionale Allen Oh per tutta la stagione. Singh disputò sei gare sulle otto a disposizione, vincendone due e giungendo terzo in altre tre occasioni; conquistò infatti l'alloro di categoria all'ultima gara in Australia precedendo in classifica il finlandese Kristian Sohlberg e il peruviano Ramón Ferreyros, i quali terminarono rispettivamente a sei e a nove lunghezze dal vincitore..

## Calendario
Il campionato, con i suoi otto appuntamenti disputatisi in altrettante nazioni, toccò Europa (quattro gare), Oceania (due), Africa e Sud America (una gara ciascuna).
| Tappa | Data                  | Rally                                  | Sede                                   | Superficie |
| ----- | --------------------- | -------------------------------------- | -------------------------------------- | ---------- |
| 1     | 1º-3 febbraio         | 51st Uddeholm Swedish Rally            | Karlstad, Värmland                     | Neve       |
| 2     | 8-10 marzo            | 46ème Tour de Corse - Rallye de France | Ajaccio, Corsica                       | Asfalto    |
| 3     | 19-21 aprile          | 30th Cyprus Rally                      | Limassol, Distretto di Limassol        | Sterrato   |
| 4     | 17-19 maggio          | 22º Rally Argentina                    | Villa Carlos Paz, Provincia di Córdoba | Sterrato   |
| 5     | 12-14 luglio          | 50th Inmarsat Safari Rally             | Nairobi, Contea di Nairobi             | Sterrato   |
| 6     | 8-11 agosto           | 52nd Neste Rally Finland               | Jyväskylä, Finlandia centrale          | Sterrato   |
| 7     | 4-6 ottobre           | 33rd Propecia Rally New Zealand        | Auckland, Regione di Auckland          | Sterrato   |
| 8     | 31 ottobre-3 novembre | 15th Telstra Rally Australia           | Perth, Australia Occidentale           | Sterrato   |

## Iscritti
| Costruttori | Auto                         | Squadre                     | N° | Piloti               | Copiloti             | Gare      |
| ----------- | ---------------------------- | --------------------------- | -- | -------------------- | -------------------- | --------- |
| Mitsubishi  | Mitsubishi Carisma GT Evo VI | -                           | 67 | Marko Ipatti         | Kari Kajula          | 6         |
| Mitsubishi  | Mitsubishi Lancer Evo IV     | -                           | 71 | Stefano Marrini      | Tiziana Sandroni     | 5         |
| Mitsubishi  | Mitsubishi Lancer Evo V      | -                           | 72 | Joakim Roman         | Ingrid Mitakidou     | 1, 6      |
| Mitsubishi  | Mitsubishi Lancer Evo VI     | -                           | 51 | Gustavo Trelles      | Jorge Del Buono      | 1         |
| Mitsubishi  | Mitsubishi Lancer Evo VI     | MRT                         | 51 | Gustavo Trelles      | Jorge Del Buono      | 3         |
| Mitsubishi  | Mitsubishi Lancer Evo VI     | -                           | 52 | Marcos Ligato        | Ruben Garcia         | 5         |
| Mitsubishi  | Mitsubishi Lancer Evo VI     | Ralliart Italia             | 53 | Alessandro Fiorio    | Vittorio Brambilla   | 5         |
| Mitsubishi  | Mitsubishi Lancer Evo VI     | -                           | 55 | Saulius Girdauskas   | Žilvinas Sakalauskas | 1, 3      |
| Mitsubishi  | Mitsubishi Lancer Evo VI     | -                           | 58 | Luca Baldini         | Marco Muzzarelli     | 2–4, 7    |
| Mitsubishi  | Mitsubishi Lancer Evo VI     | -                           | 59 | Natalie Barratt      | Roger Freeman        | 1, 3      |
| Mitsubishi  | Mitsubishi Lancer Evo VI     | -                           | 60 | Ben Briant           | Jayson Brown         | 1         |
| Mitsubishi  | Mitsubishi Lancer Evo VI     | -                           | 62 | Norberto Cangani     | Eros Di Prima        | 1–2       |
| Mitsubishi  | Mitsubishi Lancer Evo VI     | -                           | 65 | Beppo Harrach        | Jutta Gebert         | 2–4       |
| Mitsubishi  | Mitsubishi Lancer Evo VI     | -                           | 65 | Beppo Harrach        | Peter Müller         | 6–8       |
| Mitsubishi  | Mitsubishi Lancer Evo VI     | MRT by Nocentini            | 66 | Dimităr Iliev        | Petar Sivov          | 7         |
| Mitsubishi  | Mitsubishi Lancer Evo VI     | RallyRent Europe            | 67 | Marko Ipatti         | Kari Kajula          | 1         |
| Mitsubishi  | Mitsubishi Lancer Evo VI     | -                           | 69 | Bernt Kollevold      | Olav Bodilsen        | 1–2       |
| Mitsubishi  | Mitsubishi Lancer Evo VI     | -                           | 69 | Bernt Kollevold      | Ola Fløene           | 3, 6      |
| Mitsubishi  | Mitsubishi Lancer Evo VI     | -                           | 70 | Giovanni Manfrinato  | Claudio Condotta     | 2–4, 6–8  |
| Mitsubishi  | Mitsubishi Lancer Evo VI     | -                           | 71 | Stefano Marrini      | Tiziana Sandroni     | 3         |
| Mitsubishi  | Mitsubishi Lancer Evo VI     | -                           | 72 | Joakim Roman         | Ingrid Mitakidou     | 2         |
| Mitsubishi  | Mitsubishi Lancer Evo VI     | -                           | 73 | Martin Rowe          | Chris Wood           | 1         |
| Mitsubishi  | Mitsubishi Lancer Evo VI     | David Sutton Cars Ltd       | 73 | Martin Rowe          | Chris Wood           | 2         |
| Mitsubishi  | Mitsubishi Lancer Evo VI     | -                           | 75 | Kristian Sohlberg    | Jukka Aho            | 1         |
| Mitsubishi  | Mitsubishi Lancer Evo VI     | Blue Rose Team              | 75 | Kristian Sohlberg    | Jukka Aho            | 2–3       |
| Mitsubishi  | Mitsubishi Lancer Evo VI     | Jolly Club                  | 76 | Pavel Valoušek       | Pierangelo Scalvini  | 1, 4      |
| Mitsubishi  | Mitsubishi Lancer Evo VI     | -                           | 77 | Alfredo De Dominicis | Rudy Pollet          | 2         |
| Mitsubishi  | Mitsubishi Lancer Evo VI     | -                           | 77 | Alfredo De Dominicis | Nicola Arena         | 8         |
| Mitsubishi  | Mitsubishi Lancer Evo VII    | -                           | 51 | Gustavo Trelles      | Jorge Del Buono      | 2, 4      |
| Mitsubishi  | Mitsubishi Lancer Evo VII    | -                           | 52 | Marcos Ligato        | Ruben Garcia         | 3, 6      |
| Mitsubishi  | Mitsubishi Lancer Evo VII    | Top Run                     | 52 | Marcos Ligato        | Ruben Garcia         | 4, 7–8    |
| Mitsubishi  | Mitsubishi Lancer Evo VII    | Ralliart Italia             | 53 | Alessandro Fiorio    | Enrico Cantoni       | 1, 3, 7–8 |
| Mitsubishi  | Mitsubishi Lancer Evo VII    | Ralliart Italia             | 53 | Alessandro Fiorio    | Vittorio Brambilla   | 6         |
| Mitsubishi  | Mitsubishi Lancer Evo VII    | -                           | 54 | Ramón Ferreyros      | Diego Vallejo        | 2, 4, 6   |
| Mitsubishi  | Mitsubishi Lancer Evo VII    | MRT                         | 54 | Ramón Ferreyros      | Diego Vallejo        | 3, 7–8    |
| Mitsubishi  | Mitsubishi Lancer Evo VII    | Oman Arab World Rally Team  | 56 | Hamed Al-Wahaibi     | Michael Orr          | 2         |
| Mitsubishi  | Mitsubishi Lancer Evo VII    | -                           | 66 | Dimităr Iliev        | Petar Sivov          | 1–2, 6    |
| Mitsubishi  | Mitsubishi Lancer Evo VII    | MRT by Nocentini            | 66 | Dimităr Iliev        | Petar Sivov          | 3         |
| Mitsubishi  | Mitsubishi Lancer Evo VII    | Kollevold Rally Team        | 69 | Bernt Kollevold      | Ola Fløene           | 7–8       |
| Mitsubishi  | Mitsubishi Lancer Evo VII    | -                           | 71 | Stefano Marrini      | Tiziana Sandroni     | 2, 4, 7–8 |
| Mitsubishi  | Mitsubishi Lancer Evo VII    | -                           | 73 | Martin Rowe          | Chris Wood           | 3, 6–8    |
| Mitsubishi  | Mitsubishi Lancer Evo VII    | Mitsubishi Ralliart Finland | 75 | Kristian Sohlberg    | Jakke Honkanen       | 6         |
| Mitsubishi  | Mitsubishi Lancer Evo VII    | -                           | 75 | Kristian Sohlberg    | Jakke Honkanen       | 7         |
| Mitsubishi  | Mitsubishi Lancer Evo VII    | Blue Rose Team              | 75 | Kristian Sohlberg    | Jakke Honkanen       | 8         |
| Mitsubishi  | Mitsubishi Lancer Evo VII    | Jolly Club                  | 76 | Pavel Valoušek       | Pierangelo Scalvini  | 3, 6      |
| Mitsubishi  | Mitsubishi Lancer Evo VII    | -                           | 77 | Alfredo De Dominicis | Rudy Pollet          | 3, 6–7    |
| Proton      | Proton Pert                  | -                           | 60 | Ben Briant           | Jayson Brown         | 2         |
| Proton      | Proton Pert                  | Petronas EON Racing Team    | 74 | Karamjit Singh       | Allen Oh             | 4–5, 7–8  |
| Proton      | Proton Pert Evo VI           | Petronas EON Racing Team    | 74 | Karamjit Singh       | Allen Oh             | 3, 6      |
| Subaru      | Subaru Impreza WRX           | -                           | 57 | Toshihiro Arai       | Tony Sircombe        | 1         |
| Subaru      | Subaru Impreza WRX           | Spike Subaru Team           | 57 | Toshihiro Arai       | Tony Sircombe        | 3–5, 7–8  |
| Fonti:      |                              |                             |    |                      |                      |           |

## Risultati e statistiche
| Gara | Nome rally                                                       | Vincitori | Vincitori                            | Vincitori                                   | Vincitori  | Statistiche | Statistiche            | Statistiche | Statistiche | Statistiche |
| Gara | Nome rally                                                       | Nº        | Pilota e copilota                    | Squadra e vettura                           | Tempo      | Speciali    | Lunghezza              | Partiti     | Arrivati    |             |
| ---- | ---------------------------------------------------------------- | --------- | ------------------------------------ | ------------------------------------------- | ---------- | ----------- | ---------------------- | ----------- | ----------- | ----------- |
| 1    | 51st Uddeholm Swedish Rally (1º-3 febbraio) — Resoconto          | 75        | Kristian Sohlberg Jukka Aho          | privato (Mitsubishi Lancer Evo VI)          | 3h25'25"9  | (16) 15     | (381,96 km) 358,80 km  | 14          | 11          |             |
| 2    | 46ème Tour de Corse - Rallye de France (8-10 marzo) — Resoconto  | 54        | Ramón Ferreyros Diego Vallejo        | privato (Mitsubishi Lancer Evo VII)         | 4h17'24"9  | 16          | 357,70 km              | 15          | 9           |             |
| 3    | 30th Cyprus Rally (19-21 aprile) — Resoconto                     | 74        | Karamjit Singh Allen Oh              | Petronas EON Racing Team (Proton Pert)      | 4h52'17"19 | (20) 19     | (324,17 km) 294,29 km  | 18          | 8           |             |
| 4    | 22º Rally Argentina (17-19 maggio) — Resoconto                   | 54        | Ramón Ferreyros Diego Vallejo        | privato (Mitsubishi Lancer Evo VII)         | 4h32'27"6  | (22) 21     | (381,45 km) 358,43 km  | 10          | 6           |             |
| 5    | 50th Inmarsat Safari Rally (12-14 luglio) — Resoconto            | 74        | Karamjit Singh Allen Oh              | Petronas EON Racing Team (Proton Pert)      | 10h27'55"2 | (12) 11     | (1010,80 km) 936,05 km | 5           | 1           |             |
| 6    | 52nd Neste Rally Finland (8-11 agosto) — Resoconto               | 53        | Alessandro Fiorio Vittorio Brambilla | Ralliart Italia (Mitsubishi Lancer Evo VII) | 3h42'41"8  | 22          | 401,68 km              | 14          | 5           |             |
| 7    | 33rd Propecia Rally New Zealand (4-6 ottobre) — Resoconto        | 75        | Kristian Sohlberg Jakke Honkanen     | privato (Mitsubishi Lancer Evo VII)         | 4h18'20"5  | 26          | 411,40 km              | 14          | 6           |             |
| 8    | 15th Telstra Rally Australia (31 ottobre-3 novembre) — Resoconto | 57        | Toshihiro Arai Tony Sircombe         | Spike Subaru Team (Subaru Impreza STi)      | 3h58'09"5  | 24          | 388,64 km              | 12          | 8           |             |

Legenda: Nº = Numero di gara.

## Classifica

### Punteggio
Il sistema di punteggio era lo stesso del campionato principale. A parità di punteggio, nella classifica prevaleva chi avesse ottenuto il miglior risultato e/o il maggior numero di essi.
| Posizione finale | 1ª | 2ª | 3ª | 4ª | 5ª | 6ª |
| Punti            | 10 | 6  | 4  | 3  | 2  | 1  |

### Classifica piloti
| Pos. | Pilota               | SVE | FRA | CIP | ARG | SAF | FIN | NZL | AUS | Punti |
| ---- | -------------------- | --- | --- | --- | --- | --- | --- | --- | --- | ----- |
| 1    | Karamjit Singh       |     |     | 1   | 3   | 1   | 3   | Rit | 3   | 32    |
| 2    | Kristian Sohlberg    | 1   | Rit | Rit |     |     | 2   | 1   | Rit | 26    |
| 3    | Ramón Ferreyros      |     | 1   | Rit | 1   |     | Rit | Rit | 4   | 23    |
| 4    | Toshihiro Arai       | 2   |     | Rit | 2   | Rit |     | Rit | 1   | 22    |
| 5    | Alessandro Fiorio    | 4   |     | Rit |     | Rit | 1   | 4   | 2   | 22    |
| 6    | Martin Rowe          | 6   | 3   | Rit |     |     | Rit | 2   | 5   | 13    |
| 7    | Gustavo Trelles      | Rit | 4   | 2   | 4   |     |     |     |     | 12    |
| 8    | Dimităr Iliev        | 7   | 2   | 4   |     |     | Rit | Rit |     | 9     |
| 9    | Bernt Kollevold      | 8   | 8   | 6   |     |     | 5   | 6   | 6   | 5     |
| 10   | Luca Baldini         |     | 9   | 3   | Rit |     |     | Rit |     | 4     |
| 11   | Marko Ipatti         | 3   |     |     |     |     | Rit |     |     | 4     |
| 11   | Giovanni Manfrinato  |     | Rit | Rit | Rit |     | Rit | 3   | Rit | 4     |
| 13   | Saulius Girdauskas   | 5   |     | 5   |     |     |     |     |     | 4     |
| 13   | Marcos Ligato        |     |     | Rit | 5   | Rit | Rit | 5   | Rit | 4     |
| 15   | Alfredo De Dominicis |     | Rit | Rit |     |     | 4   | Rit | 7   | 3     |
| 16   | Beppo Harrach        |     | 5   | 8   | Rit |     | Rit | Rit | Rit | 2     |
| 17   | Stefano Marrini      |     | 6   | Rit | 6   | Rit |     | Rit | 8   | 2     |
| Pos. | Pilota               | SVE | FRA | CIP | ARG | SAF | FIN | NZL | AUS | Punti |

| Colore  | Risultato                |
| ------- | ------------------------ |
| Oro     | Vincitore                |
| Argento | 2º posto                 |
| Bronzo  | 3º posto                 |
| Verde   | Finito a punti           |
| Blu     | Finito senza punti       |
| Blu     | Non classificato (NC)    |
| Viola   | Ritirato (Rit)           |
| Nero    | Squalificato (SQ)        |
| Nero    | Escluso (ES)             |
| Bianco  | Non ha gareggiato        |
| Bianco  | Iscrizione ritirata (WD) |
| Bianco  | Non partito (NP)         |
| Bianco  | Gara cancellata (C)      |